# Saverio Canale
Saverio Canale (talvolta anche Canali o Canalibus) (Terni, 15 febbraio 1695 – Roma, 20 marzo 1773) è stato un cardinale italiano.

## Biografia
La famiglia, di antica nobiltà, deve il suo nome al castello di Canale, nei pressi di Amelia; a partire dal 1449 la famiglia iniziò a risiedere a Terni e fu iscritta nel patriziato cittadino. Saverio era figlio di Giovanni Maria Canali, conte di Varolengo e di Caterina Gregori; il fratello minore Filippo divenne gentiluomo di camera del Re di Spagna. Nel 1710 Saverio andò a Roma per studiare presso il Collegio Ghislieri e ben presto manifestò la sua intenzione di seguire la carriera ecclesiastica. Nel 1729 divenne collaboratore del cardinale Francesco Antonio Finy. Fu inoltre molto legato al cardinal Troiano Acquaviva d'Aragona, protettore del Regno di Napoli, che teneva nel suo palazzo uno dei circoli più esclusivi di Roma.
Papa Clemente XIII lo elevò al rango di cardinale nel concistoro del 26 settembre 1766; ricevette la berretta cardinalizia il successivo 30 settembre, mentre il 1º dicembre gli fu conferita la diaconia di Santa Maria della Scala (diaconia). Partecipò al conclave del 1769 che vide eletto Clemente XIV.